# Die Gräfin von Charny
Die Gräfin von Charny ist der vierte und letzte Teil der vierbändigen Romanreihe Memoiren eines Arztes des französischen Erfolgsautors Alexandre Dumas (1802–1870), zu der auch Joseph Balsamo, Das Halsband der Königin und Ange Pitou gehören, die Dumas, beginnend mit Joseph Balsamo, zwischen 1846 und 1855 in den Feuilletons der Pariser Zeitung La Presse veröffentlichte.

## Über „Die wahre Bedeutung des Wörtchens ENDE“
Es hätte freilich nicht viel gefehlt und La Comtesse de Charny wäre niemals verfasst wurden, denn unter das letzte Kapitel seines Ange Pitou hatte Dumas, der seine Leser noch nicht verabschiedet hatte, das Wörtchen Ende geschrieben. Den Grund zu diesem übereilten Schluss legt Dumas gleich im ersten Kapitel der Gräfin von Charny „Die wahre Bedeutung des Wörtchens Ende“ seinen treuen Lesern dar.
Die Politiker hatten, so berichtet er, unter dem vorgeschobenen Grund, die Fortsetzungsromane förderten den Sittenverfall, in Wahrheit aber „aus Neid, damit man nicht mehr soviel von uns Literaten spricht“ eine neue Sondersteuer eingeführt. Diese machte die Veröffentlichung der Kapitel fast unerträglich teuer und so erhielt Dumas eines schönen Tages folgenden Brief von seinem Verleger:
Lieber Freund, ich möchte, dass ‚Ange Pitou‘ nur einen halben Band bekommt, nicht sechs Bände. Zehn Kapitel und nicht hundert! Richten Sie es ein, wie Sie können! Beschneiden Sie, wenn Sie nicht wollen, dass ich beschneide!
„Und darum, lieber Leser“, fährt Dumas fort, „wurde voreilig unter das letzte Kapitel das Wort Ende gesetzt, darum sollte ‚Ange Pitou‘ erwürgt werden wie Alexander I., obwohl keine der Handlungen, die dieser Roman zusammenfasst, zu Ende geführt ist. Leser, Sie wissen es von meinen Musketieren her, die Sie zweimal tot glaubten und doch wiederkommen sahen, Sie wissen es, dass man meine Helden nicht so leicht umbringt wie Kaiser! ‚Ange Pitou‘ ist tot, es lebe ‚Ange Pitou‘! Er ist nur für einen Moment verschwunden, aber er kommt wieder, und ich bitte Sie, meine Helden erst wirklich für tot zu halten, wenn Sie eine von mir eigenhändig unterschriebene Einladung in Händen haben, am Leichbegängnis teilzunehmen!“

## Inhalt
Paris 1789. 20 Jahre ist es her, dass Giuseppe Balsamo in einer Höhle des Donnerberges im Kreise seiner Maurerbrüder aussprach, was keiner damals für möglich hielt:
„Ich fordere 20 Jahre, um eine Welt zu vernichten und eine neue auszubauen. 20 Jahre, nicht um einem Monarchen, sondern um die ganze Monarchie zu zerstören. In 20 Jahren, das sind 20 Sekunden der Ewigkeit, sehen wir uns wieder. Dann urteilt selbst.“
20 Jahre ist es her. Und nun hat die Revolution wahrhaftig ihren Einzug in Frankreich gehalten, in deren Wirren sich, vor dem fantastischen aber blutroten Horizont der historischen Wirklichkeit, das Schicksal der Helden aus den Memoiren eines Arztes vollenden wird.
- Olivier de Charny: Der junge Marineoffizier aus dem Halsband der Königin ist in den vergangenen 4 Jahren seit der Halsbandaffäre sehr viel ruhiger und melancholischer geworden. Noch immer steht er in der Gunst der Königin, doch ist sie, nachdem er ihren herrschsüchtigen Charakter – vor allem gegenüber seiner Ehefrau Andrée – immer besser kennenlernt, viel weniger begehrenswert als früher. Im Verlaufe der Jahre entsteht und wächst die Liebe für seine eigene Frau, doch es ändert sich nichts in seiner Ehrerbietung für die Königin, den König und die Monarchie. Am 5. Oktober 1789, als die Pariser Frauen, begleitet von dem niedersten Gesinde, das Versailler Schloss stürmen, findet sein Bruder Georges bei der Verteidigung Marie-Antoinettes den Tod. Charny versucht, sich Andrée anzunähern, in der vagen Hoffnung, dass er ihr nicht gleichgültig ist, doch sie weist ihn ab, weil sie nach der Schande ihrer Jugend nicht glaubt, der Liebe eines anständigen Mannes würdig zu sein. Überzeugt, dass seine Frau ihn hasst, beschließt Olivier, von ihr fernzubleiben und verlässt Paris auf Befehl des Königs, um die Flucht der königlichen Familie zu organisieren. Trotz der Entfernung wird seine Liebe für Andrée immer stärker und er distanziert sich weiter von der Königin, die ihn noch leidenschaftlich verehrt und verzweifelt versucht, die beiden Ehegatten auseinanderzuhalten. Am 22. Juni 1791, als sich der König zur Flucht entschließt, wird Oliviers jüngerer Bruder Isidore während eines Handgemenges auf einer Brücke in Varennes getötet. Olivier selbst folgt der königlichen Familie auf deren Schmerzensweg zurück nach Paris. Blind vor Eifersucht und Verzweiflung, befiehlt Marie-Antoinette Gilbert, Charny Andrées Geheimnis zu offenbaren, doch dies bekräftigt nur die Liebe des Grafen für seine Frau und er fällt ihr zu Füßen und bittet um Vergebung. Ihr Glück ist vollkommen aber kurzlebig. Am 10. August 1792 stirbt Olivier, mit Andrées Namen auf den Lippen, in einem letzten Versuch, seinen König und seine Königin zu retten. Der Einsatz der drei Brüder für die veraltete und dekadente Königsherrschaft hat die gesamte Linie der Charny ausgelöscht und obwohl sie durch die Aufgabe ihres Lebens ein ums andere Mal Ludwig XVI. und seine Familie retteten, konnten sie sie vor der Guillotine nicht bewahren.
- Andrée de Taverney, Gräfin von Charny: Andrée, die sich seit 2 Jahrzehnten mitten in dem bunten Treiben der Festlichkeiten Versailles befindet und trotz der Gunst Marie-Antoinettes stets allein und unglücklich war, findet in diesem letzten Teil der Arztmemoiren, der ihr gewidmet ist, drei Dinge, nach denen sie zeit ihres Lebens suchte:

1. Ihren verlorenen Sohn Sébastien, der als Milchbruder Ange Pitous in Villers-Cotterêts aufwuchs und dann von seinem Vater Gilbert auf ein College in Paris gesandt worden war, wo ihn immer stärkere Halluzinationen von einer weißen Gestalt heimsuchen, in der er schließlich die Mutter, auf die er durch einen Zufall im Louvre trifft, erkennt.
2. Die Zuneigung und Liebe Charnys, der, während sich seine Leidenschaft für die eifersüchtige Marie-Antoinette abkühlt, in der Ehefrau, mit der ihn bis dahin nicht mehr verband als ein Ring und ein erzwungenes Versprechen vor Gott und den Menschen, seine wahre Liebe entdeckt. Andrée hat zum ersten Mal in ihrem Leben einen Geliebten, zum ersten Mal seit der Abreise Philippes einen Vertrauten.
3. während der Septembermorde (2. bis 6. September 1792) den seit Oliviers Tod mehr als je zuvor gesuchten Tod. Gilbert, dessen Liebe über die Standesschranken hinweg 20 Jahre zuvor sein und ihr Verhängnis vorherbestimmten, bewahrt ihren Leichnam vor der Verstümmelung, nachdem er vergeblich versucht hat, ihr Leben zu retten.

- Nicole (Mademoiselle Olivia) und Beausire: In die niedersten Abgründe sind die beiden komischen Figuren der Arztmemoiren in dem Repertoire des Tragischen herabgesunken. Und auch an dieser Stelle verspricht Cagliostro ihnen, sie und ihren kleinen – völlig missratenen – Sohn aus der Gosse zu holen, wenn sie ihm einige Dienste erweisen würden. Durch Beausires Zutun findet Favras den Tod. Doch auch jetzt können die beiden das Geld nicht zusammenhalten. Beausire wird am 10. August dabei erwischt, wie er Schmuck aus den königlichen Gemächern entwenden will, und soll dafür ausgepeitscht und gebrandmarkt werden. Durch seinen von Cagliostro zugeflüsterten Ruf: „Es lebe der König! Es leben die Preußen! Nieder mit der Republik!“ auf öffentlichem Platze, vor der Urteilsvollstreckung, werden die Septembermorde ausgelöst. Die beiden verschwinden in der Versenkung der Geschichte, um nicht wieder aufzutauchen.
- die historischen Persönlichkeiten: auch Marie-Antoinette und ihren Gatten, die Fürstin von Lamballe, Jean-Paul Marat, Mirabeau, Lafayette und all die anderen Handlungsträger und Mitläufer der Französischen Revolution hat der Leser binnen mehr oder weniger Bänden begleitet. Er sagt dem wahrlich zu bemitleidenden Monarchen auf dem Place de la Concorde lebewohl, der verzweifelten Marie-Antoinette im Temple, nachdem er bereits zuvor das grausame Ende der Prinzessin während der Septembergräuel miterlebt hat. Historisch korrekt vollzieht sich das Schicksal der vermenschlichten und zum Leben erweckten Porträts der berühmten Menschen dieses Romans.
- Gilbert, Balsamo und Billot: Nach der Aburteilung und Hinrichtung des Königs sieht Giuseppe Balsamo, alias Cagliostro, dass die Revolution sich verselbstständigt hat, dass er der Geister, die er rief, nicht mehr Herr zu werden vermag. Er erkennt, dass sie in ein radikales Terrorregime abzugleiten beginnt, anfängt ihre eigenen Kinder zu fressen, wie Danton es später ausdrückte. Gilbert und Billot, letzterer während des Massakers auf dem Marsfeld 1791 schwer verwundet und nur durch die ärztliche Hilfe des ersteren wieder genesen, haben als Mitglieder des Nationalkonvents über das Schicksal Ludwigs sehr unterschiedlich abgestimmt. Beiden offenbart Balsamo seine Bedenken und trifft die Voraussage, dass es noch lange dauern wird, bis Frankreich erfolgreich eine Republik etablieren werde. Die drei beschließen Frankreich gen Amerika zu verlassen. Auch Sébastien begleitet seinen Vater in die Neue Welt.Katherine trauert um ihre Mutter

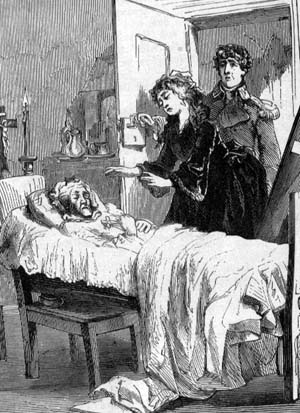
Katherine trauert um ihre Mutter

- Ange Pitou und Catherine: Ange Pitou ist dabei, als Olivier de Charny stirbt. Er berichtet Catherine vom Tode ihres Isidore. Die junge Frau stürzt dies in Verzweiflung. Ihr Vater ist fern in Paris, ihre alte Mutter segnet das Zeitliche, sie selbst fühlt deutlich, dass sie ein Kind, jedoch ohne Vater, erwartet. Zu allem Überfluss stehen das Schloss und die Güter der Charny und auch der Billot‘sche Hof zum Verkauf. Der einzige, der ihr bleibt, ist der gutmütige Ange, der ihr Trost spendet, aber auch nicht weiß, wie er ihr helfen kann. Da kommt ihm, wie immer – er erinnert dabei ein wenig an Eichendorffs Taugenichts – der Zufall zur Hilfe: Seine alte Tante stirbt. Sie ist, so scheint es, verhungert, was sich keiner, am wenigsten Pitou, erklären kann, denn sie verdiente stets mit der Vermietung von Kirchenstühlen und Sitzkissen ausreichend Geld. Zurück von der Beerdigung lädt er Catherine zu sich ins Haus der Tante ein. Es ist kalt, es gibt kein Holz. Ange sieht sich genötigt, den alten Lehnstuhl der Alten ins Feuer zu werfen. Und siehe da, er entdeckt, dass das Futter des Stuhles voller blinkender Louisdor steckt: Louisdor, Goldmünzen, die einzige Währung, die nach der Abwertung der Assignaten in Frankreich noch etwas, sogar sehr viel wert ist. Ange kauft daraufhin für Catherine den Bauernhof ihres Vaters und für ihren Sohn, den kleinen Isidore, das Schloss Charny. Die beiden heiraten natürlich und wenn sie nicht gestorben sind …